# ꟻ
Cette page contient des caractères spéciaux ou non latins. S’ils s’affichent mal (▯, ?, etc.), consultez la page d’aide Unicode.
ꟻ, appelé F inversé ou F réfléchi, est une lettre additionnelle de l’écriture latine utilisée dans des inscriptions épigraphiques comme abréviation de filia ou femina. Elle a aussi été utilisée dans l’écriture de l’abaza, de l’abkhaze, de l’adyguéen et du kabarde dans les années 1920 et 1930.
Elle n’est pas à confondre avec le digamma renversé ‹ Ⅎ ⅎ › ni avec le f renversé ‹ ɟ ›.

## Utilisation

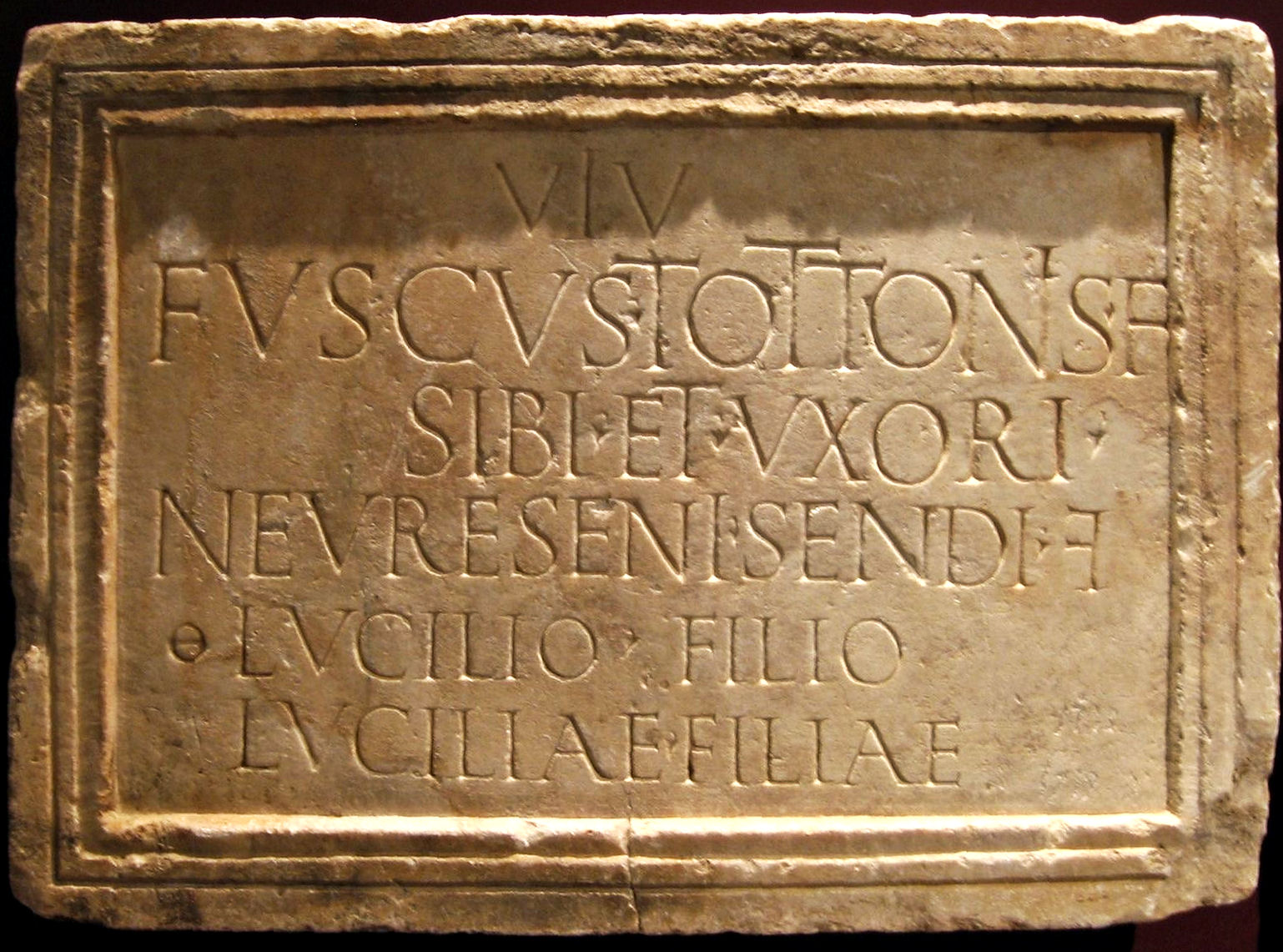
Épitaphe de Fuscus à Arrien-en-Bethmale (Ariège) avec le F inversé comme abréviation de filiae.

### F réfléchi
Un F réfléchi a été utilisé dans l’écriture de l’abaza, de l’abkhaze, de l’adyguéen et du kabarde dans les années 1920 et 1930.

Alphabet abkhaze latin de 1930.
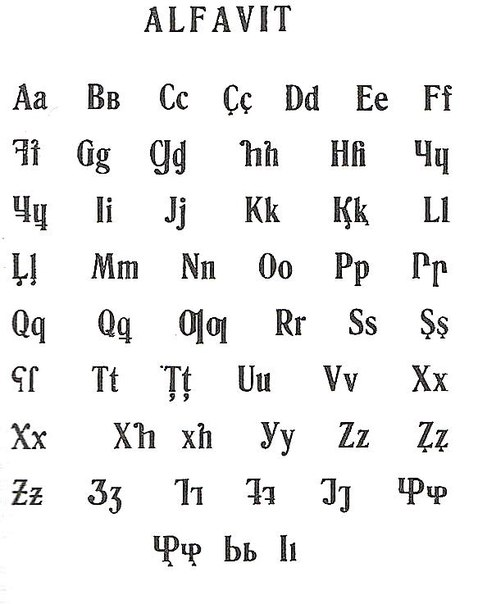
Alphabet abaza latin de 1932.
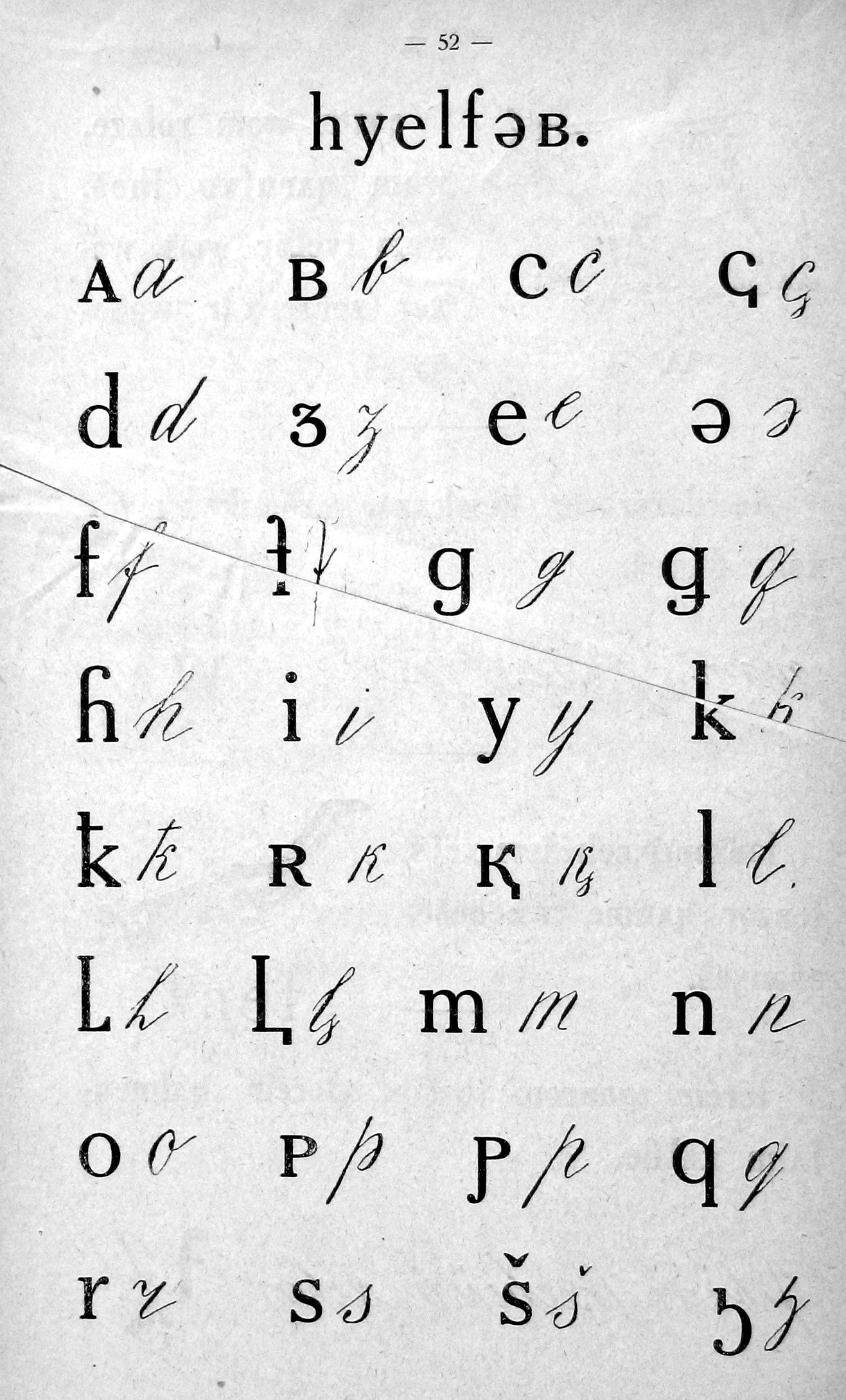
Alphabet adyguéen de 1927 (1re partie).
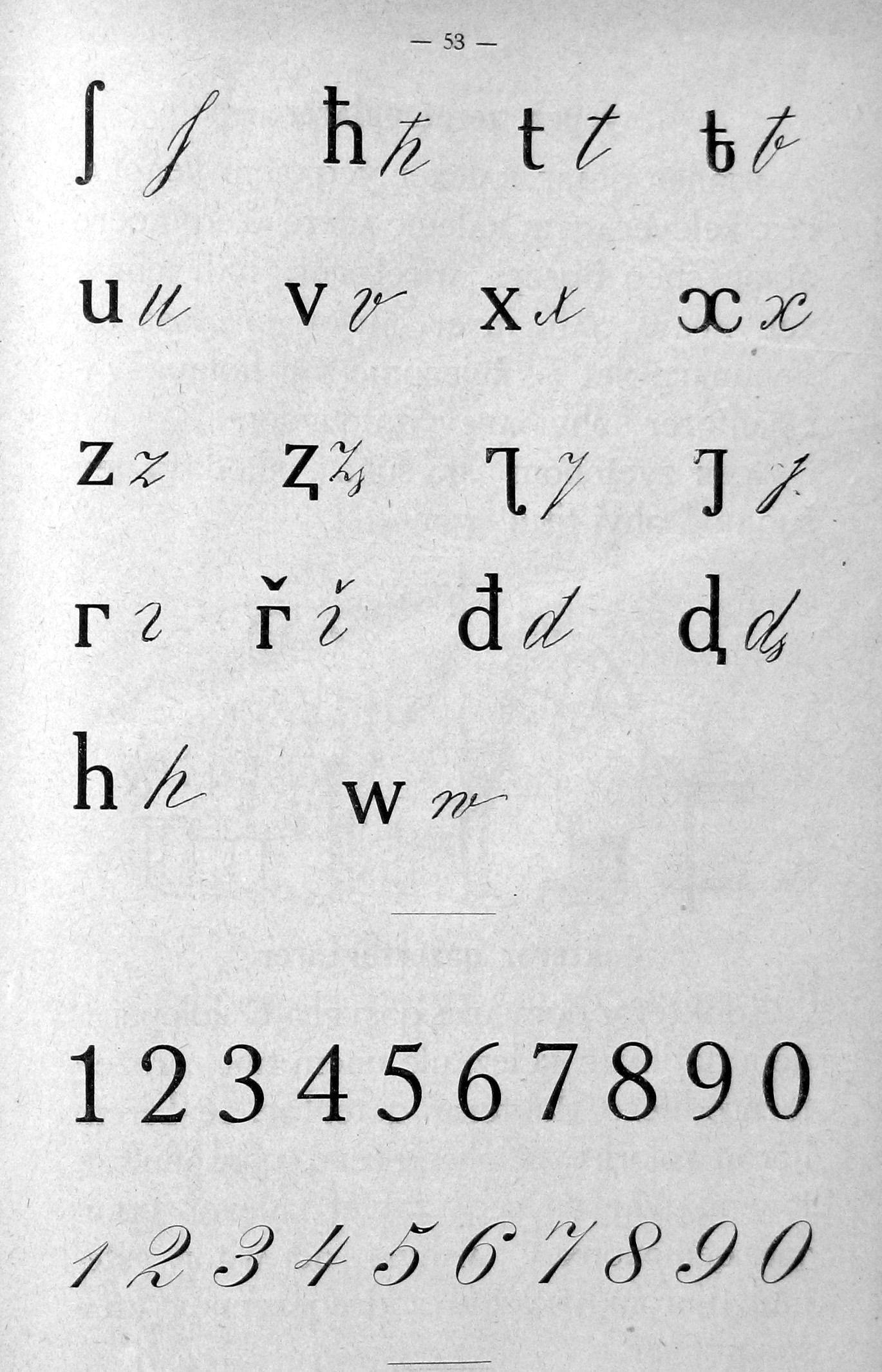
Alphabet adyguéen de 1927 (2e partie).

## Représentation informatique
Le F inversé épigraphique peut être représenté avec les caractères Unicode (Latin étendu D) suivants :
| formes    | représentations | chaînes de caractères | points de code | descriptions                                   |
| --------- | --------------- | --------------------- | -------------- | ---------------------------------------------- |
| majuscule | ꟻ               | ꟻ                     | U+A7FB         | lettre majuscule latine f inversé épigraphique |
| minuscule |                 | —                     | non codé       |                                                |